# تپه دهلق
تپه دهلق مربوط به دوران‌های تاریخی پس از اسلام است و در شهرستان صحنه، روستای دهلق واقع شده و این اثر در تاریخ ۷ مهر ۱۳۸۱ با شمارهٔ ثبت ۶۴۶۲ به‌عنوان یکی از آثار ملی ایران به ثبت رسیده است.